# Hands Across the Border
Hands Across the Border è un film del 1944 diretto da Joseph Kane.
È un film western statunitense con Roy Rogers, Ruth Terry e Guinn 'Big Boy' Williams.

## Produzione
Il film, diretto da Joseph Kane su una sceneggiatura di J. Benton Cheney e Bradford Ropes, fu prodotto da Harry Grey, come produttore associato, per la Republic Pictures e girato nelle Alabama Hills a Lone Pine, nell'Iverson Ranch a Chatsworth e a Lone Pine, in California.

## Colonna sonora
- Hands Across the Border - musica di Hoagy Carmichael, parole di Ned Washington
- Dreaming to Music - musica di Phil Ohman, parole di Ned Washington
- The Girl with the High Button Shoes - musica di Phil Ohman, parole di Ned Washington
- When Your Heart's on Easy Street - musica di Phil Ohman, parole di Ned Washington
- Hey, Hey (It's A Great Day) - musica di Phil Ohman, parole di Ned Washington
- Ay, Jalisco, no te rajes! - musica di Manuel Esperón, parole di Ernesto Cortázar

## Distribuzione
Il film fu distribuito negli Stati Uniti dal 5 gennaio 1944 al cinema dalla Republic Pictures.
Altre distribuzioni:
- nei Paesi Bassi il 18 ottobre 1946
- in Spagna (Cita en la frontera)
- in Brasile (Potro Selvagem)

## Promozione
La tagline è: "The screen's brighest star shines brilliantly in the most sparkling, song-filled, action-packed production of his meteoric career!".